# سیرل سوک
 سیرل سوک (انگلیسی: Cyril Suk؛ زاده ۲۹ ژانویهٔ ۱۹۶۷) یک تنیس‌باز اهل جمهوری چک است.